# Kafre (historieta de Abulí/Das Pastoras)
Kafre es una serie de historietas creada en 1992 por el guionista Enrique Sánchez Abulí y el dibujante Das Pastoras para la revista satírica "El Jueves".

## Trayectoria editorial
Tras su publicación seriada en la revista, Ediciones El Jueves la recopiló en forma de álbumes monográficos dentro de su colección Pendones del Humor:
| Fecha | Título     | Núm. Pendones del humor |
| ----- | ---------- | ----------------------- |
| 1993  | Kafre, I   | 99                      |
| 1994  | Kafre, II  | 110                     |
| 1995  | Kafre, III | 122                     |

## Valoración
El teórico Jesús Cuadrado la considera una de las obras maestras de la Historieta moderna española y la mejor serie de su guionista.